# جيليان فان دن بيرغ
جيليان فان دن بيرغ (بالهولندية: Gillian van den Berg)‏ هي لاعبة كرة الماء هولندية، ولدت في 8 سبتمبر 1971 في خاودا في هولندا.

## وصلات خارجية
- جيليان فان دن بيرغ على موقع اللجنة الأولمبية الدولية (الإنجليزية)
- جيليان فان دن بيرغ على موقع أوليمبيديا (الإنجليزية)